# Gare de Cuers-Pierrefeu
Gare de Cuers-Pierrefeu – stacja kolejowa w Cuers, w departamencie Var, w regionie Prowansja-Alpy-Lazurowe Wybrzeże, we Francji. Znajduje się na linii Marsylia-Ventimiglia.
Jest to przystanek kolejowy Société nationale des chemins de fer français (SNCF), obsługiwany przez pociągi regionale TER Provence-Alpes-Côte d’Azur.
| Cuers-Pierrefeu                          |  |                                 |
| Linia Marsylia – Ventimiglia (89,939 km) |  |                                 |
| Solliès-Pontodległość: 6,131 km          |  | Puget-Ville odległość: 7,186 km |